# Metapenaeopsis stridulans
Metapenaeopsis stridulans är en kräftdjursart som först beskrevs av Alcock 1905.  Metapenaeopsis stridulans ingår i släktet Metapenaeopsis och familjen Penaeidae. Inga underarter finns listade i Catalogue of Life.